# Конституційний суд Латвії
Конституційний суд Латвії — орган конституційного контролю в Латвії. Діє з 1997 року, приватні особи мають можливість звертатися до суду з 2001 року.
Складається з семи суддів, які призначаються Сеймом (трьох — висунутих депутатами Сейму, двох — за поданням Уряду, двох — за поданням Верховного суду) терміном на 10 років (судді не можуть обіймати посаду більше десяти років поспіль). Голову Конституційного суду обирають самі судді. Першим головою суду був Айварс Ендзіньш, з 2000 року (раніше він же був в. о. голови) по 2007 рік, з 2007 року по 2014 рік цей пост займав Гунарс Кутріс, в 2014 році — Айя Бранта, з 2014 по 2017 рік — Алдис Родріго Лавіньш, з 2017 по 2020 — Інета Зіемеле.
З 2021 року головою конституційного суду є Саніта Осіпова.